# Tommy Lee Jones
Tommy Lee Jones (sinh ngày 15 tháng 9 năm 1946) là một diễn viên và đạo diễn phim người Mỹ. Ông đã nhận được 4 đề cử giải Oscar và nhận được một Giải Oscar cho nam diễn viên phụ xuất sắc nhất cho vai diễn Samuel Gerard, Chỉ huy đội truy bắt tội phạm đào tẩu thuộc Cục Cảnh sát Hoa Kỳ trong phim The Fugitive 1993.
Vai diễn đáng chú ý khác của ông bao gồm cựu nhân viên Hành pháp Texas - Woodrow F. Call trong phim truyền hình mini đoạt giải thưởng Dove Lonesome, đặc vụ K trong Men in Black và phần tiếp theo của nó, cảnh sát trưởng Ed Tom Bell trong No Country for Old Men, nhân vật phản diện "Two-Face "trong Batman Forever, tên khủng bố William Strannix trong Under Siege, một Hành pháp Texas trong Man of the House, chủ trang trại Pete Perkins trong The Three Burials of Melquiades Estrada, cũng là phim đầu tiên đạo diễn của ông, và Đại tá Chester Phillips trong Captain America: The First Avenger. Jones cũng đã vào vai doanh nhân Howard Hughes, nghị sĩ Thaddeus Stevens, vai kẻ sát nhân Gary Gilmore, Oliver Lynn, vị tướng Douglas MacArthur, chồng của Loretta Lynn trong Coal Miner's Daughter, và vận động viên bóng chày nổi tiếng Ty Cobb.

## Đầu đời
Jones được sinh ra ở San Saba, Texas Mẹ ông, Lucille Marie (nhũ danh Scott), là một Sĩ quan cảnh sát, Giáo viên trung học, và chủ sở hữu một Thẩm mỹ viện và người cha, Clyde C. Jones, là một công nhân khai thác dầu mỏ. Hai người đã kết hôn và ly dị hai lần. Jones đã tiết lộ rằng bà ngoại của ông là người Cherokee. Ông lớn lên ở Midland, Texas và học ở Trường Trung học Robert E. Lee.

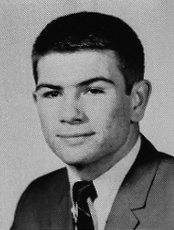
Ảnh chụp Jones thời còn đi học, 1964

## Sự nghiệp
Jones chuyển đến New York để trở thành một diễn viên, ra mắt vào năm 1969 tại nhà hát Broadway trong vở kịch "A Patriot for Me" trong một vai phụ. Năm 1970, ông giành được vai diễn cho bộ phim đầu tiên của mình, một sinh viên Harvard trong Love Story.
Vào đầu năm 1971, ông trở lại Broadway trong vở kịch "Four on a garden" của Abe Burrows, nơi ông chia sẻ sân khấu với Carol Channing và Sid Caesar. Giữa năm 1971 và 1975, ông đóng vai bác sĩ Mark Toland trong vở kịch "One Life to Live" trên kênh ABC. Ông trở lại sân khấu trong một vở kịch "Ulysses in Nighttown" sản xuất năm 1974 với vai diễn Zero Mostel. Tiếp theo đó, ông tham gia vai chính trong bộ phim truyền hình được đánh giá cao: The Amazing Howard Hughes.

## Đời thường
Tại kỳ họp của Đảng Dân chủ năm 2000, ông đã trình bày đề cử các bài phát biểu của bạn cùng phòng đại học của mình, Al Gore, là ứng cử viên của đảng Dân chủ đến Tổng thống Hoa Kỳ.
Jones đã kết hôn với Kate Lardner, con gái của biên kịch và nhà báo Ring Lardner Jr, từ năm 1971 đến năm 1978. Ông có hai con từ cuộc hôn nhân thứ hai của mình với Kimberlea Cloughley, con gái của Phil Hardberger, cựu thị trưởng thành phố San Antonio. Austin Leonard (sinh năm 1982) và Victoria Kafka (sinh 1991). Ngày 19 tháng 3 năm 2001, ông kết hôn lần thứ ba, với Dawn Laurel.
Jones sinh sống tại Terrell Hills, Texas, một vùng ngoại ô của San Antonio, nói thông thạo tiếng Tây Ban Nha. Ông sở hữu một trang trại chăn nuôi 3.000 mẫu Anh ở Quận San Saba, Texas và một trang trại gần Van Horn, Texas, đã có công việc hàng ngày tương tự như trong vai diễn của bộ phim The Three Burials of Melquiades Estrada. Ông cũng sở hữu một ngôi nhà và trang trại ở xứ sở thể thao Wellington, Florida. Jones là một vận động viên có hạng môn polo và cũng có một ngôi nhà ở một câu lạc bộ polo ở Buenos Aires, Argentina. Ông là người ủng hộ Quỹ Đào tạo Polo, ông cũng là một fan cuồng nhiệt của bộ môn này tại San Antonio Spurs, người ta thường thấy ông đứng bên ngoài sân xem các trò chơi ở Spurs.
Trong năm 2008, Jones cũng đã tham gia công tác xã hội với Chesapeake Energy là Thư ký cho một chiến dịch quan hệ công chúng để thúc đẩy khai thác khí đốt tự nhiên tại Texas.

## Các phim tham gia
| Năm  | Tên phim                                | Vai diễn                           | Ghi chú |
| ---- | --------------------------------------- | ---------------------------------- | --- |
| 1970 | Love Story                              | Hank Simpson                       | |
| 1971 | One Life to Live                        | Dr. Mark Toland                    | Ca kịch truyền hình |
| 1973 | Life Study                              | Gus                                | |
| 1975 | Eliza's Horoscope                       | Tommy Lee                          | |
| 1976 | Charlie's Angels                        | Aram Kolegian                      | TV, 1 tập |
| 1976 | Smash-Up on Interstate 5                | Officer Hutton                     | TV |
| 1976 | Jackson County Jail                     | Coley Blake                        | |
| 1976 | Family                                  | David Needham                      | TV, 1 tập |
| 1977 | The Amazing Howard Hughes               | Howard Hughes                      | |
| 1977 | Rolling Thunder                         | Corporal Johnny Vohden             | |
| 1978 | The Betsy                               | Angelo Perino                      | |
| 1978 | Eyes of Laura Mars                      | John Neville                       | |
| 1980 | Coal Miner's Daughter                   | Doolittle "Mooney" Lynn aka "Doo"  | Đề cử—Golden Globe Award for Best Actor – Motion Picture Musical or Comedy |
| 1980 | Barn Burning                            | Ab Snopes                          | TV |
| 1981 | Back Roads                              | Elmore Pratt                       | |
| 1982 | The Executioner's Song                  | Gary Mark Gilmore                  | Primetime Emmy Award for Outstanding Lead Actor - Miniseries or a Movie |
| 1982 | The Rainmaker                           | Starbuck                           | TV |
| 1983 | Nate and Hayes                          | Captain Bully Hayes                | |
| 1984 | The River Rat                           | Billy                              | |
| 1985 | Cat on a Hot Tin Roof                   | Brick Pollitt                      | TV |
| 1985 | The Park is Mine                        | Mitch                              | TV |
| 1986 | Black Moon Rising                       | Quint                              | |
| 1986 | Yuri Nosenko: Double Agent              | Steve Daley                        | TV |
| 1987 | Broken Vows                             | Pater Joseph McMahon               | TV |
| 1987 | The Big Town                            | George Cole                        | |
| 1988 | Stranger on My Land                     | Bud Whitman                        | TV |
| 1988 | April Morning                           | Moses Cooper                       | TV |
| 1988 | Stormy Monday                           | Cosmo                              | |
| 1988 | Gotham                                  | Eddie Mallard                      | TV |
| 1989 | Lonesome Dove                           | Woodrow F. Call                    | - Đề cử—Primetime Emmy Award for Outstanding Lead Actor - Miniseries or a Movie - Đề cử—Golden Globe Award for Best Supporting Actor - Series, Miniseries or Television Film |
| 1989 | The Package                             | Thomas Boyette                     | |
| 1990 | Fire Birds                              | Brad Little                        | |
| 1991 | JFK                                     | Clay Shaw/Clay Bertrand            | - Đề cử—Academy Award for Best Supporting Actor - Đề cử—BAFTA Award for Best Actor in a Supporting Role |
| 1992 | Under Siege                             | William Strannix                   | |
| 1992 | House of Cards                          | Jake Beerlander                    | |
| 1993 | Kẻ đào tẩu (The Fugitive 1993)          | Marshal Samuel Gerard              | - Giải Oscar cho nam diễn viên phụ xuất sắc - Giải Quả cầu vàng cho nam diễn viên phụ xuất sắc – Motion Picture - Kansas City Film Critics Circle Award for Best Supporting Actor - Los Angeles Film Critics Association Award for Best Supporting Actor - Southeastern Film Critics Association Award for Best Supporting Actor - MTV Movie Award for Best On-Screen Duo (Chia giải với Harrison Ford) - Đề cử—BAFTA Award for Best Actor in a Supporting Role |
| 1993 | Trời và Đất (Heaven & Earth)            | Steve Butler                       | |
| 1994 | Blown Away                              | Ryan Gaerity                       | Đề cử – MTV Movie Awards for Best Villain |
| 1994 | The Client                              | 'Reverend' Roy Foltrigg            | |
| 1994 | Natural Born Killers                    | Warden Dwight McClusky             | |
| 1994 | Blue Sky                                | Maj. Henry 'Hank' Marshall         | |
| 1994 | Cobb                                    | Ty Cobb                            | |
| 1995 | The Good Old Boys                       | Hewey Calloway                     | - Đạo diễn - Đề cử—Screen Actors Guild Award for Outstanding Performance by a Male Actor in a Miniseries or Television Movie |
| 1995 | Batman Forever                          | Harvey Dent/Two-Face               | Đề cử – MTV Movie Awards for Best Villain |
| 1997 | Volcano                                 | Mike Roark                         | |
| 1997 | Men in Black                            | Kevin Brown/Agent K                | - Đề cử – Satellite Award for Best Actor - Motion Picture Musical or Comedy - Đề cử – MTV Movie Awards Best On-Screen Duo |
| 1998 | U.S. Marshals                           | Chief Deputy Marshal Samuel Gerard | |
| 1998 | Small Soldiers                          | Chip Hazard                        | Lồng tiếng |
| 1999 | Double Jeopardy                         | Travis Lehman                      | |
| 2000 | Rules of Engagement                     | Col. Hayes 'Hodge' Hodges          | |
| 2000 | Space Cowboys                           | William "Hawk" Hawkins             | |
| 2002 | Men in Black II                         | Kevin Brown/Agent K                | |
| 2003 | The Hunted                              | L.T. Bonham                        | |
| 2003 | The Missing                             | Samuel Jones/Chaa-duu-ba-its-iidan | |
| 2005 | Man of the House                        | Roland Sharp                       | |
| 2005 | The Three Burials of Melquiades Estrada | Pete Perkins                       | - Đạo diễn - Best Actor Award (Cannes Film Festival) - Flanders International Film Festival Grand Prix - Đề cử—Palme d'Or - Đề cử—Independent Spirit Award for Best Feature (chia giải với Michael Fitzgerald, Luc Besson and Pierre-Ange Le Pogam) - Đề cử—Satellite Award for Best Actor - Motion Picture Drama |
| 2006 | A Prairie Home Companion                | Axeman                             | Gotham Awards for Best Ensemble Cast |
| 2007 | No Country for Old Men                  | Ed Tom Bell                        | - San Diego Film Critics Society Award for Best Supporting Actor - San Diego Film Critics Society Award for Best Performance by an Ensemble - Screen Actors Guild Award for Outstanding Performance by a Cast in a Motion Picture - Đề cử—BAFTA Award for Best Actor in a Supporting Role - Đề cử—Screen Actors Guild Award for Outstanding Performance by a Male Actor in a Supporting Role |
| 2007 | In the Valley of Elah                   | Hank Deerfield                     | - Đề cử—Academy Award for Best Actor - Đề cử—London Film Critics Circle Award for Best Actor - Đề cử—Satellite Award for Best Actor - Motion Picture Drama |
| 2009 | In the Electric Mist                    | Dave Robicheaux                    | |
| 2010 | The Company Men                         | Gene McClary                       | Đề cử—Satellite Award for Best Supporting Actor – Motion Picture |
| 2011 | The Sunset Limited                      | The Professor                      | Đạo diễn và điều hành sản xuất |
| 2011 | Captain America: The First Avenger      | Colonel Chester Phillips           | Đề cử—Scream Award for Best Supporting Actor |
| 2012 | Men in Black 3                          | Kevin Brown/Agent K                | |
| 2012 | Hope Springs                            | Arnold Soames                      | |
| 2012 | Lincoln                                 | Thaddeus Stevens                   | Boston Online Film Critics Association Award for Best Supporting Actor Dallas-Fort Worth Film Critics Association Award for Best Supporting Actor Houston Film Critics Society for Best Supporting Actor Indiana Film Critics Association Award for Best Supporting Actor Las Vegas Film Critics Society Award for Best Supporting Actor Nevada Film Critics Society Award for Best Supporting Actor New York Film Critics Online Award for Best Supporting Actor San Francisco Film Critics Circle Award for Best Supporting Actor Screen Actors Guild Award for Outstanding Performance by a Male Actor in a Supporting Role |
| 2013 | Emperor                                 | General Douglas MacArthur          | |
| 2013 | Malavita                                | Tom Quintiliani                    | In post-production, September 13 release date |